# Yousuf Karsh
Yousuf Karsh (Mardin, 23 de dezembro de 1908 — Boston, 13 de julho de 2002) foi um fotógrafo armênio-canadense conhecido por seus retratos de indivíduos notáveis. Ele foi descrito como um dos maiores fotógrafos de retratos do século XX.

## Vida
Um sobrevivente do genocídio armênio, Karsh migraram para o Canadá como refugiado. Na década de 1930, ele se estabeleceu como um fotógrafo importante em Ottawa, onde viveu a maior parte de sua vida adulta, embora viajasse muito em trabalho. Sua icônica fotografia de Winston Churchill em 1941 foi um marco em sua carreira de 60 anos, por meio da qual ele tirou várias fotos de conhecidos líderes políticos, homens e mulheres das artes e das ciências. Mais de 20 fotos de Karsh apareceram na capa da revista Life, até que ele se aposentou em 1992.

## Publicações
Esta lista está incompleta.
- Faces of Destiny (1946)
- Portraits of Greatness (1959)
- In Search of Greatness (1962)
- Karsh Portfolio (1967)
- Faces of Our Time (1971)
- Karsh Portraits (1976)
- Karsh Canadians (1978)
- Karsh: A Fifty-Year Retrospective (1983)
- Karsh: A Sixty-Year Retrospective (1996)[2]
- Heroes of Light and Shadow (2001)

## Galeria

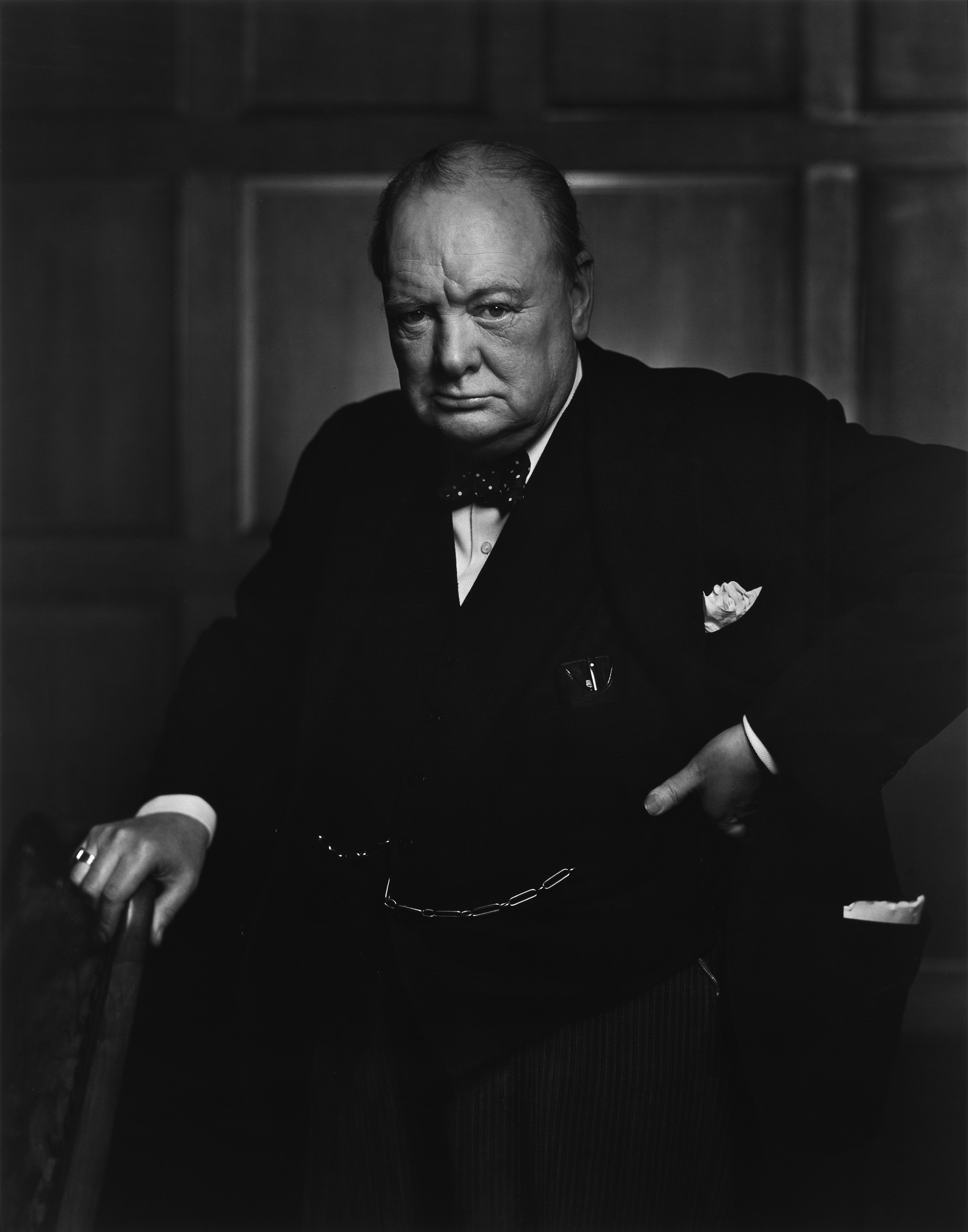
Retrato de Winston Churchill de Karsh, intitulado The Roaring Lion, 1941
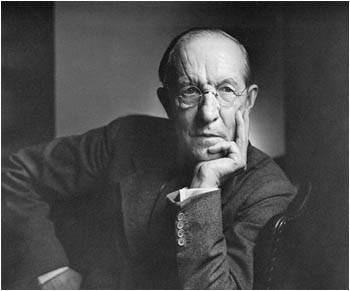
Duncan Campbell Scott
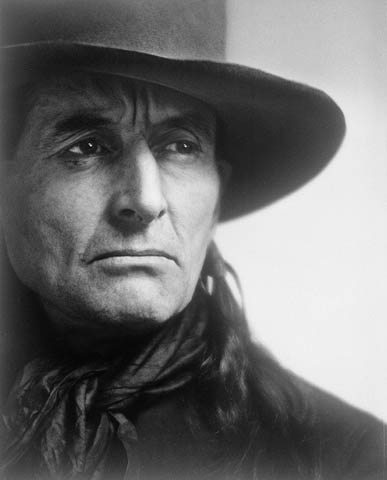
Grey Owl
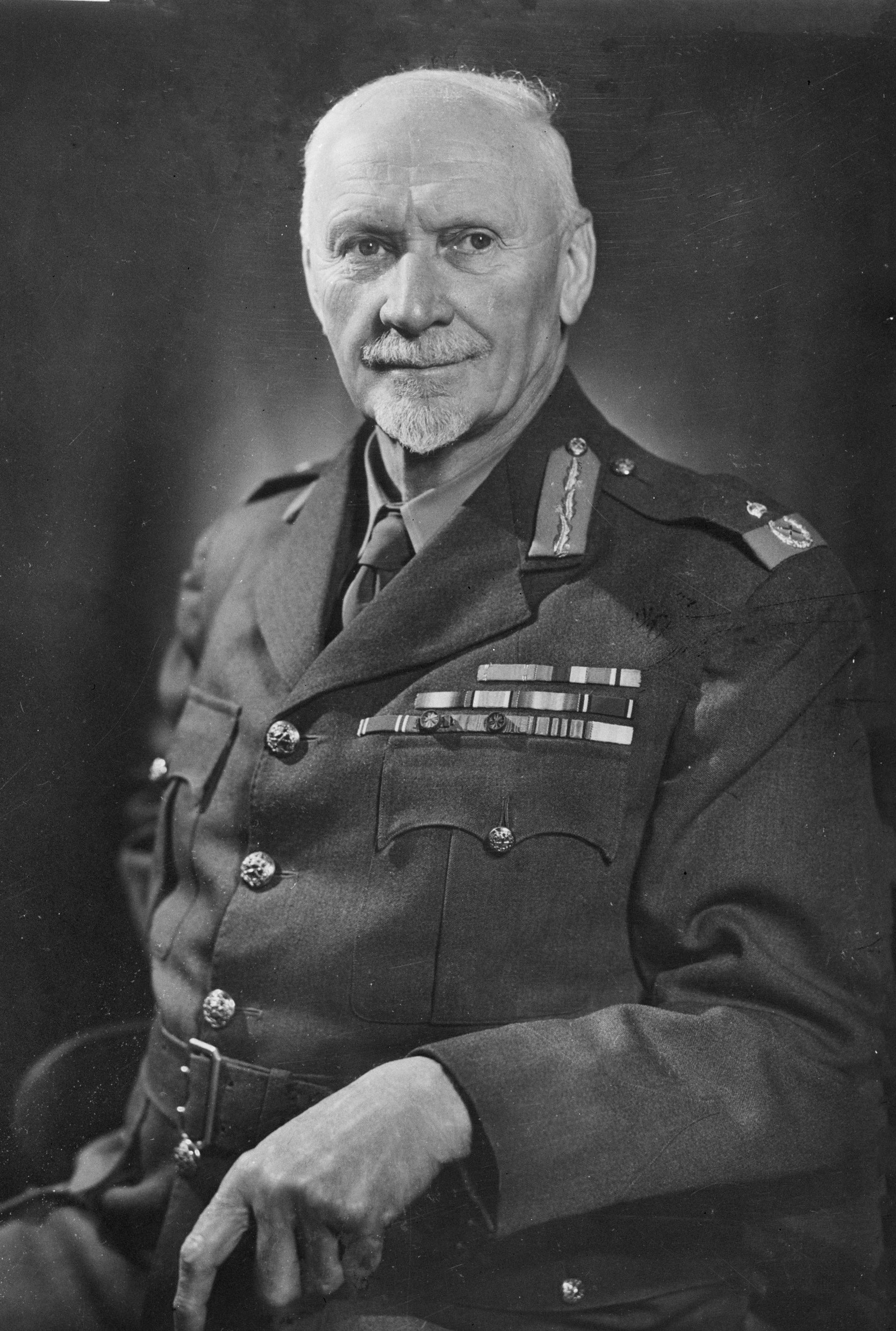
Jan Smuts
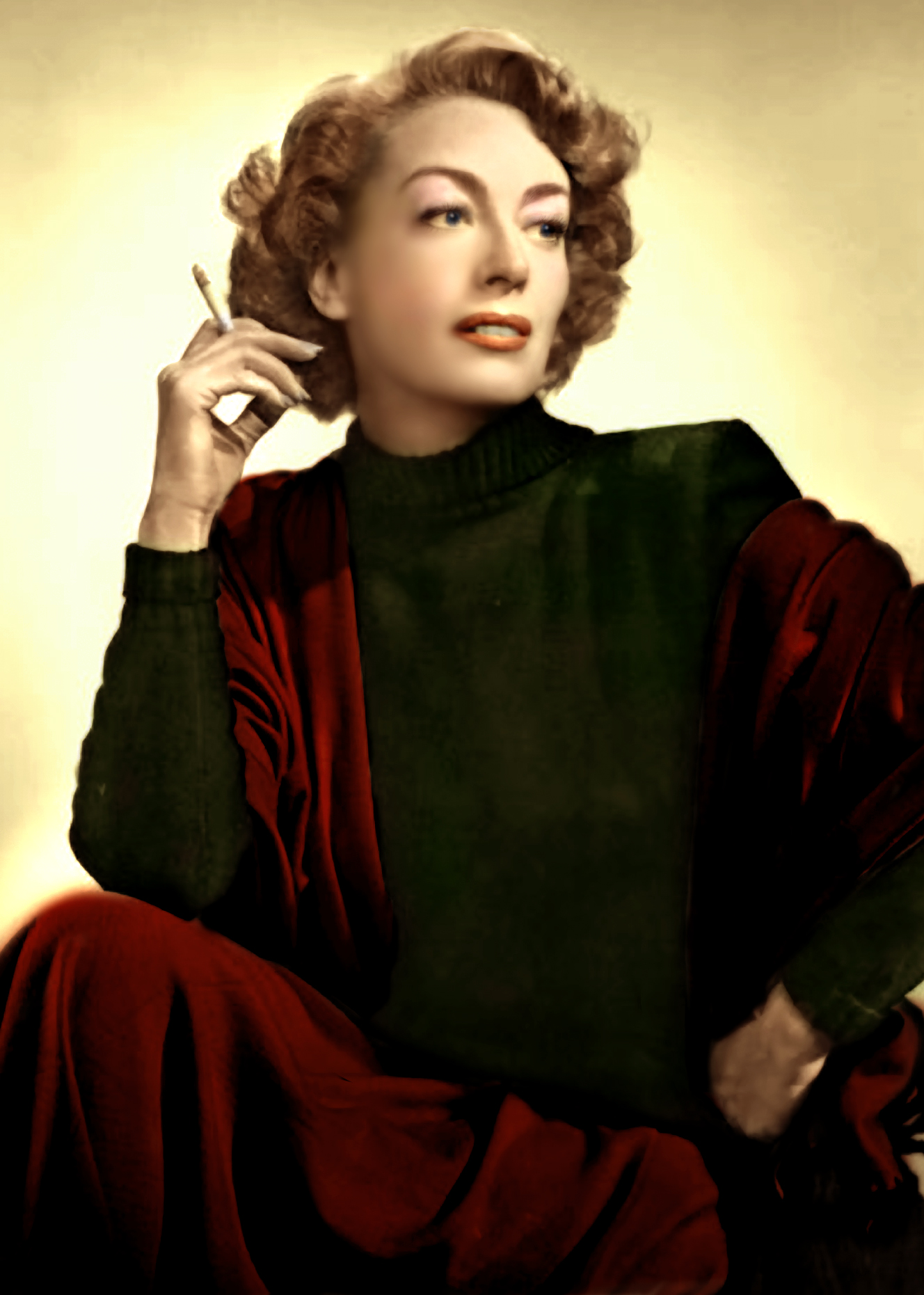
Joan Crawford
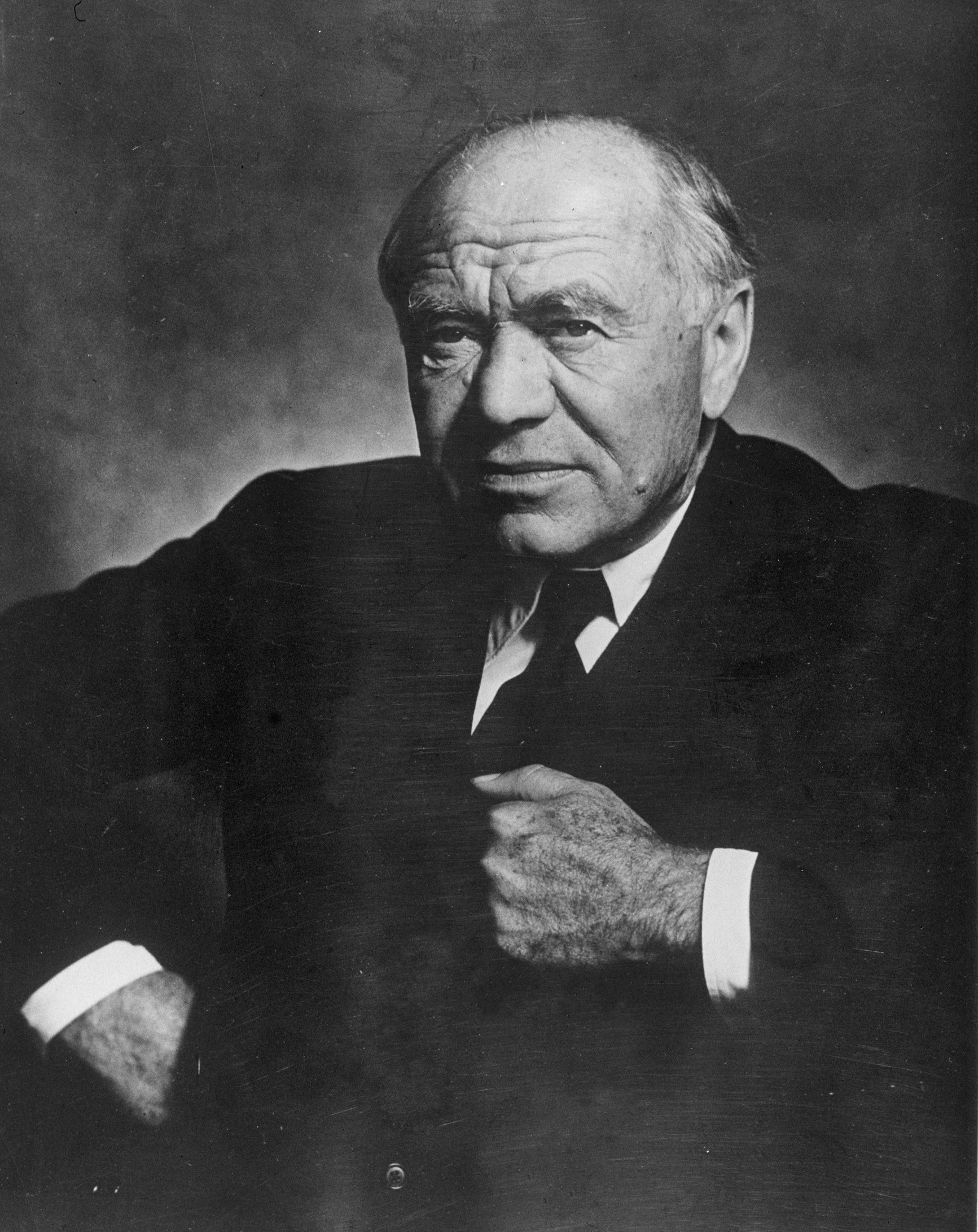
Lord Beaverbrook
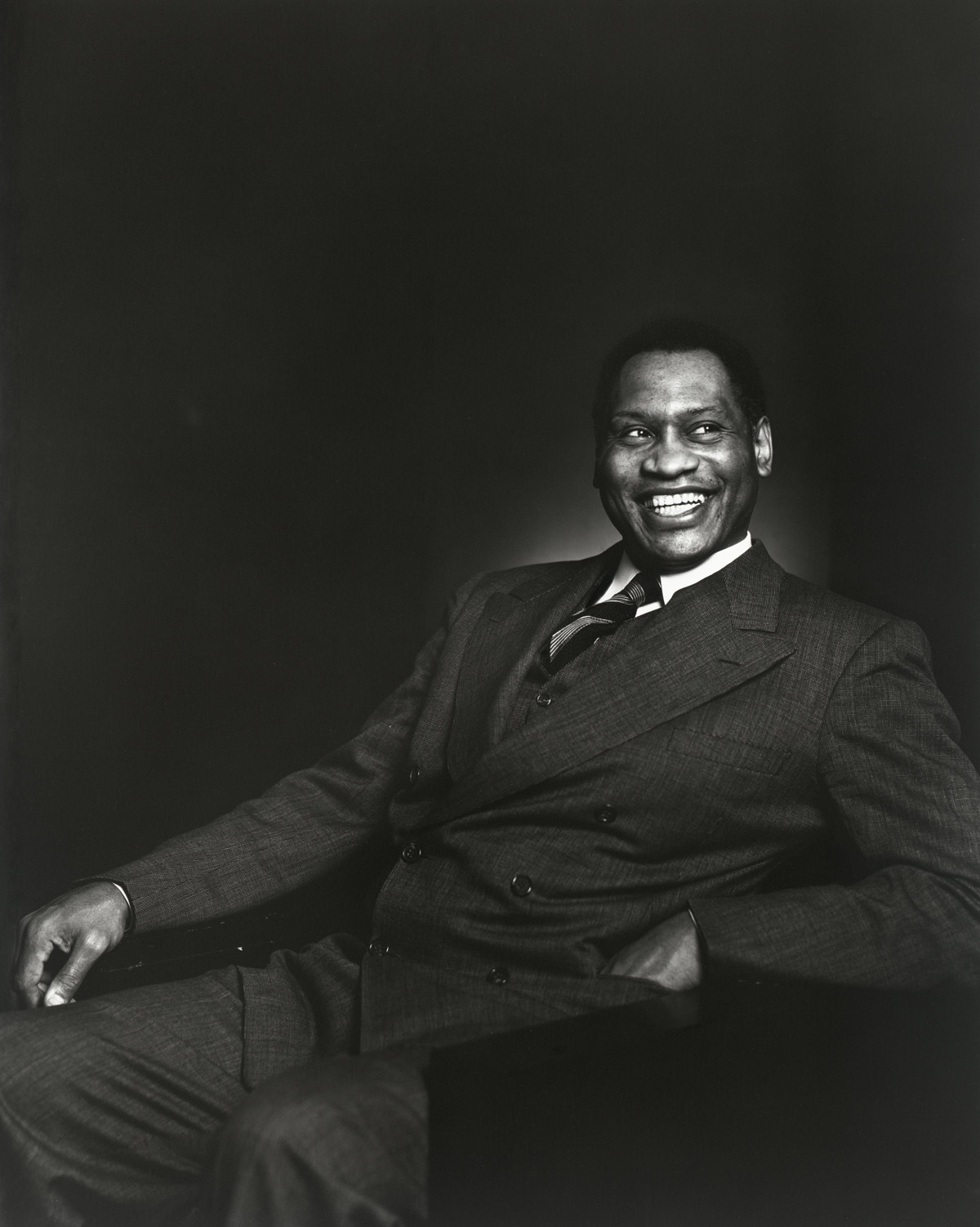
Paul Robeson
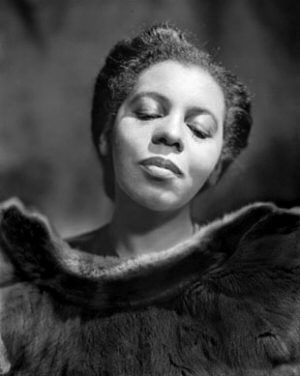
Portia White

## Filmes Biográficos
- "Karsh is History." Productions Grand Nord with Portrait Gallery of Canada. Dirigido por Joseph Hillel (2009).